# المسار 2 (قطار الرياض)
المسار الثاني أو المسار الأحمر أو الخط الأحمر هو أحد الخطوط الستة لشبكة قطار الرياض «مترو الرياض» بمدينة الرياض وسط السعودية.
يمتد المسار من الشرق إلى الغرب على طول طريق الملك عبد الله، بين جامعة الملك سعود واستاد الملك فهد الدولي.
يمر المسار بشكل رئيسي عبر شريط مرتفع في وسط طريق سريع مخطط له. يضم 14 محطة، منها 3 محطات تقاطع، ويمتد على مسافة 25.3 كم.
تم بناؤه وتصميمه من قبل اتحاد شركات بكتل والمباني وشركة اتحاد المقاولين وسيمنز.

## المسار
| الرمز | اسم المحطة               | محطة تحويل                                                                  |
| ----- | ------------------------ | --------------------------------------------------------------------------- |
| 11    | جامعة الملك سعود         |                                                                             |
| 12    | واحة الملك سلمان         | حافلة النقل العام؛ الخط الأرجواني 680، والخط الأزرق 730، الملك عبدالعزيز 05 |
| 13    | المدينة التقنية          |                                                                             |
| 14    | التخصصي                  | الملك عبد الله 09                                                           |
| 15    | إس تي سي                 | إس تي سي (المسار الأزرق) 17                                                 |
| 16    | الورود                   |                                                                             |
| 17    | طريق الملك عبدالعزيز     | نظام النقل السريع بالحافلات طريق الملك عبدالعزيز 05                         |
| 18    | وزارة التعليم            | وزارة التعليم (المسار الأخضر) 11                                            |
| 19    | النزهة                   |                                                                             |
| 20    | مركز الرياض للمعارض      |                                                                             |
| 21    | طريق خالد بن الوليد      | تقاطع خالد بن الوليد                                                        |
| 22    | الحمراء                  | الحمراء (المسار البنفسجي) 17                                                |
| 23    | الخليج                   | الملك عبد الله 16                                                           |
| 24    | إشبيلية                  |                                                                             |
| 25    | مدينة الملك فهد الرياضية |                                                                             |